# Groupe de NGC 380
Le groupe de NGC 380 comprend au moins trois galaxies situées dans la constellation des Poissons. La distance moyenne entre ce groupe et la Voie lactée est d'environ 60,7 Mpc (∼198 millions d'al).

## Membres
Le tableau ci-dessous liste les trois galaxies du groupe dans l'ordre indiquées dans l'article de A.M. Garcia paru en 1993.   
| Nom     | Classification | Type       | α (J2000.0)   | δ (J2000.0) | Vitesse radiale (km/s) | Magnitude apparente | Distance (Mpc) | Dimensions (kal) |
| ------- | -------------- | ---------- | ------------- | ----------- | ---------------------- | ------------------- | -------------- | ---------------- |
| NGC 380 | E2             | Elliptique | 01h 07m 17.6s | 32° 28′ 59″ | 4426 ± 17              | 12,6                | 60,8 ± 4,3     | 103              |
| NGC 384 | E3             | Elliptique | 01h 07m 25.1s | 32° 17′ 33″ | 4233 ± 20              | 13,0                | 57,3 ± 4,0     | 63               |
| UGC 714 | SAc            | Spirale    | 01h 09m 14.0s | 32° 09′ 05″ | 4634 ± 10              | 14,35               | 64,1 ± 4,5     | 75               |

Le site DeepskyLog permet de trouver aisément les constellations des galaxies mentionnées dans ce tableau ou si elles ne s'y trouvent pas, l'outil du site «Finding the constellation which contains given sky coordinates» permet de le faire à l'aide des coordonnées de la galaxie. Sauf indication contraire, les données proviennent du site NASA/IPAC.